# Ocyptamus erraticus
Ocyptamus erraticus är en tvåvingeart som först beskrevs av Samuel Wendell Williston  1888.  Ocyptamus erraticus ingår i släktet Ocyptamus och familjen blomflugor. Inga underarter finns listade i Catalogue of Life.